# Großer Preis von Südafrika 1965
Der Große Preis von Südafrika 1965 (offiziell XI South African Grand Prix) fand am 1. Januar auf dem Prince George Circuit in East London statt und war das erste Rennen der Automobil-Weltmeisterschaft 1965.

## Berichte

### Hintergrund

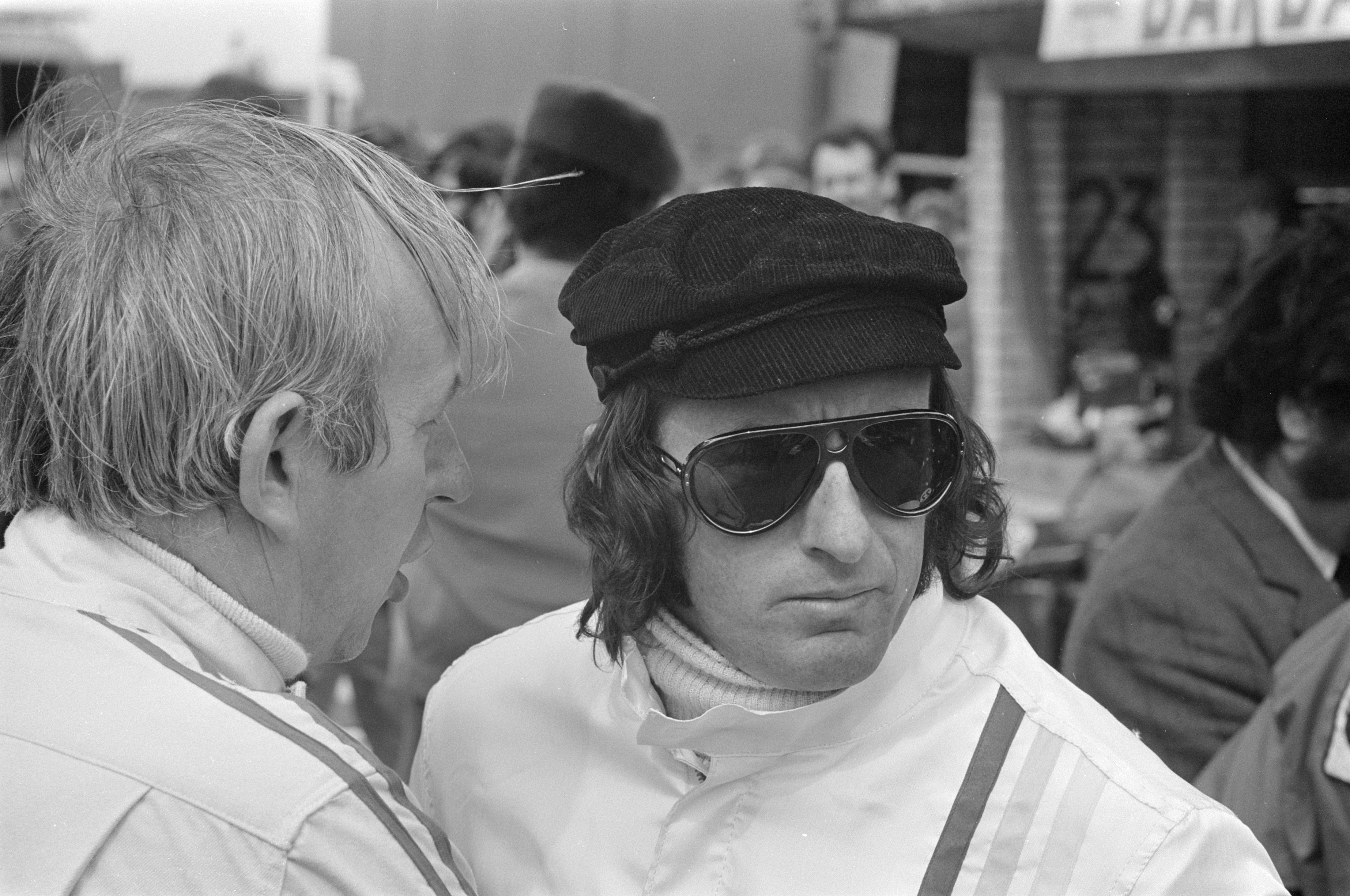
Debütrennen und erste Punkteplatzierung von Jackie Stewart (Bild von 1971)

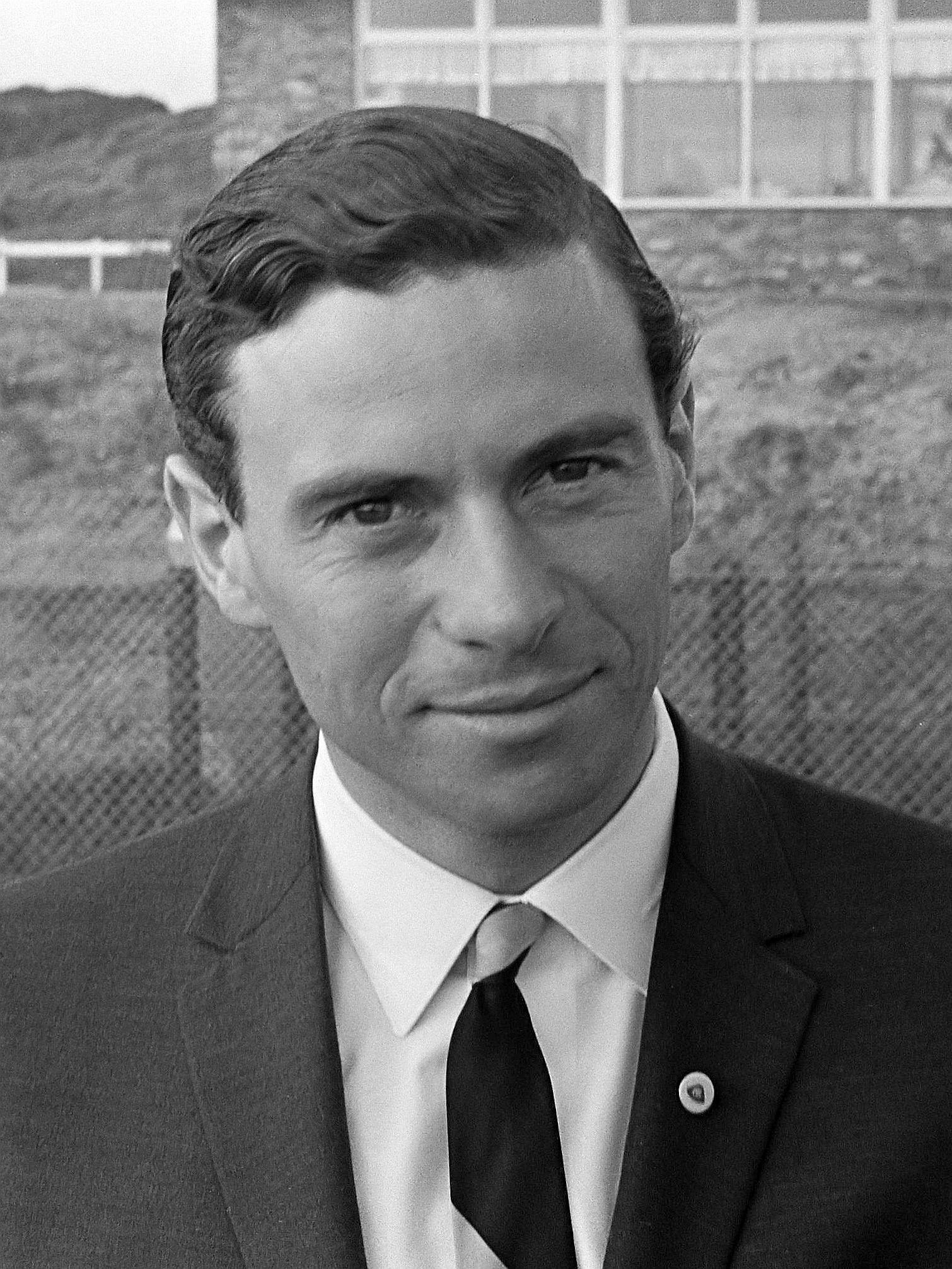
Grand Slam von Jim Clark

Ursprünglich war der Große Preis von Südafrika als letztes Rennen der Automobil-Weltmeisterschaft 1964 geplant, durch das Verschieben um eine Woche auf den 1. Januar wurde der Grand Prix zum ersten Rennen der neuen Saison und 1964 fand somit kein Großer Preis von Südafrika statt. Zum ersten Mal war das Rennen der Auftakt einer Saison, ab 1967 wurde der Grand Prix in den Jahren danach dauerhaft das erste Saisonrennen. Da 1967 der Austragungsort nach Kyalami wechselte, fand das Rennen 1965 zum letzten Mal im Rahmen der Automobil-Weltmeisterschaft auf dem Prince George Circuit statt, da die Rennstrecke als zu klein angesehen wurde.
Da 1965 die letzte geplante Saison war, in der mit den auf 1,5 Liter Hubraum begrenzten Motoren gefahren wurde, verzichteten die meisten Werkteams auf das Entwickeln neuer Fahrzeuge und fuhren eine weitere Saison mit den Wagen des Vorjahres. Lediglich Cooper brachte den neuen Cooper T77 an den Start, der allerdings nur eine geringfügig veränderte Weiterentwicklung des Cooper T73 war und im ersten Rennen nur von Bruce McLaren pilotiert wurde. Sein neuer Teamkollege, Jochen Rindt ersetzte Phil Hill bei Cooper und wurde neben McLaren neuer Stammfahrer des Teams. Ferrari fuhr weiterhin mit dem amtierenden Weltmeister John Surtees und Lorenzo Bandini, für Surtees wurde der Ferrari 158 gemeldet, für Bandini der Ferrari 1512. Obwohl der Streit zwischen Enzo Ferrari und dem italienischen Automobilverband weiterhin andauerte, trat Ferrari wieder als italienisches Team an und die Fahrzeuge waren wieder in rot lackiert. Zuvor war Ferrari für zwei Rennen als North American Racing Team gemeldet und das Team hatte die Wagen aus Protest blau-weiß lackiert. Als einzige Auswirkung der Streitigkeiten war Enzo Ferrari nicht der Teamchef und wurde vom Ferrari Rennleiter Eugenio Dragoni vertreten. B.R.M. fuhr weiterhin mit Graham Hill und dem BRM P261. Da Richie Ginther zu Honda gewechselt war, gab das Team das freie Cockpit an Jackie Stewart. Der spätere dreifache Weltmeister bestritt sein Debüt in der Automobil-Weltmeisterschaft. Bei Lotus war der Lotus 33 soweit entwickelt, dass sowohl Jim Clark, als auch Mike Spence ihn fuhren. Spence wurde offizieller Stammfahrer des Teams, da die Verletzungspause von Peter Arundell weiter andauerte und er die gesamte Saison über aussetzte. Bei Brabham änderte sich die Fahrerpaarung ebenfalls nicht, für Jack Brabham und Dan Gurney waren zwei Brabham BT11 gemeldet. Brabham wechselte als einziges Team zu Goodyear-Reifen und brach damit das Reifenmonopol, welches Dunlop in den Jahren zuvor innehatte. Honda begann die Saison erst beim zweiten Saisonrennen, dem Großen Preis von Monaco. B.R.P. hatte sich vor der Saison aus der Automobil-Weltmeisterschaft zurückgezogen.
Neben den Werkteams meldeten sich 18 Fahrer mit Kundenfahrzeugen für den Grand Prix an. Das Rob Walker Racing Team fuhr weiterhin mit Joakim Bonnier und Joseph Siffert. Bonnier pilotierte einen Brabham BT7, Siffert den Brabham BT11. Dieser Wagen wurde auch von Bob Anderson eingesetzt, der nach mehreren Rennen Pause zurückkehrte. Tony Maggs bestritt sein letztes Rennen in der Automobil-Weltmeisterschaft für Reg Parnell Racing auf einem Lotus 25. Das Team gab im Laufe der Saison anderen Fahrer ein Cockpit. John Willment Automobiles trat 1965 regelmäßig zu Rennen an, Fahrer waren beim Großen Preis von Südafrika Frank Gardner und Paul Hawkins. Für Hawkins war es das Debütrennen, er fuhr einen Brabham BT10 mit Ford-Motor.
Die weiteren Meldungen kamen von lokalen Fahrern aus Südafrika und den umliegenden Ländern. Für John Love, Sam Tingle und Peter de Klerk war es das einzige Saisonrennen, für David Prophet das letzte.
Doug Serrurier, Ernie Pieterse, Neville Lederle, Brausch Niemann und Trevor Blokdyk waren das letzte Mal im Rahmen der Automobil-Weltmeisterschaft für ein Rennen gemeldet, Clive Puzey das einzige Mal. Jackie Pretorius und Dave Charlton bestritten ihr Debüt, allerdings war der Große Preis von Südafrika für beide Fahrer ebenfalls das einzige Saisonrennen. Von den lokalen Fahrern wurden vorwiegend veraltete Lotus-Fahrzeuge eingesetzt, aber auch eigene Konstruktionen wie der LDS Mk2 oder der Alfa Romeo Special. Bis zur Rückkehr des Werkteams 1979 kamen anschließend keine Wagen oder Motoren von Alfa Romeo mehr in der Automobil-Weltmeisterschaft zum Einsatz.
Mit Hill und Clark nahmen zwei ehemalige Sieger am Rennen teil, bei den Konstrukteuren waren zuvor Lotus zweimal, B.R.M. und Cooper jeweils einmal erfolgreich.

### Training
Das Starterfeld wurde von den Organisatoren auf 20 Wagen beschränkt. In einer ersten Trainingssitzung einen Tag vor dem Beginn des offiziellen Trainings mussten neun Fahrer antreten um sich für die Teilnahme zum Training zu qualifizieren. Hierfür war mindestens eine festgelegte Zeit von 1:37,0 Minuten zu erreichen. Charlton, Pretorius und Puzey fuhren langsamere Zeiten als die erforderliche und qualifizierten sich somit nicht für das Training.
Am Mittwochnachmittag fand die erste reguläre Trainingssitzung unter sehr heißen und windigen Wetterbedingungen statt. Bei Brabham nutzte Brabham anfangs die Dunlop Reifen auf seinem Wagen, während sein Teamkollege mit den Goodyear Reifen fuhr. Alle anderen Teams testeten ebenfalls für einige Runden die Goodyear Reifen, kamen beim direkten Vergleich aber zur Erkenntnis, dass der Dunlop Reifen etwa eine Sekunde pro Runde schneller ist. Clark und Surtees fuhren die ersten Rundenzeiten unter 1:30 Minuten, Clark war drei Zehntelsekunden schneller als sein Kontrahent. Sein Teamkollege Spence hatte jedoch Schwierigkeiten mit der Strecke und drehte sich mehrfach. Clark verbesserte im weiteren Verlauf des Trainings seine Bestzeit kontinuierlich und fuhr am Ende eine 1:27,6, mehr als eine Sekunde schneller als die Pole-Zeit des Vorjahres. Die Konkurrenz hatte unterdessen technische Schwierigkeiten. Bei Cooper mussten beide Wagen repariert werden, bei Brabham das Fahrzeug von Jack Brabham, er bekam einen neuen Motor und ein neues Getriebe. Auch Siffert, Maggs und Anderson benötigten Reparaturen.
Die zweite Trainingssitzung fand am Donnerstagmorgen statt und die Wetterbedingungen hatten sich verbessert, es war weniger windig und etwas kühler. Clark fuhr zu Beginn erneut die schnellsten Rundenzeiten, verbesserte die Bestzeit vom vorherigen Tag aber noch nicht. Bei Hill und Stewart traten kleinere technische Probleme auf, die jedoch schnell behoben wurden. Gurney beendete die Trainingssitzung vorzeitig um den Motor wechseln zu lassen. Er war als einziger Fahrer die ganze Zeit auf Goodyear Reifen gefahren, damit jedoch langsamer als die unmittelbare Konkurrenz. Auch Bandini stellte seinen Wagen in der Box ab, die Mechaniker mussten die Benzinzufuhr reparieren. Clark verbesserte in der Zwischenzeit weiterhin seine Bestzeit, diese lag nach der zweiten Trainingssitzung bei 1:27,2 Minuten.
Am Donnerstagnachmittag fand die insgesamt dritte reguläre Trainingssitzung statt. Stewart nahm erst später daran teil, da bei seinem B.R.M. sowohl das Getriebe, als auch die Kupplung beschädigt waren. Als beides ausgetauscht war, verbesserten sowohl Stewart als auch Hill ihre Zeiten. Weiterhin war Clark eine Sekunde schneller als die Konkurrenz und fuhr auch in der dritten Trainingssitzung die schnellste Zeit. Durch sehr starken Wind verbesserten nur wenige Fahrer ihre Zeiten. Gurney und Spence fuhren nur wenige Runden am Ende.
Clark erreichte überlegen die erste Pole-Position der Saison, saisonübergreifend war dies die dritte in Folge für ihn. Surtees wurde Zweiter vor Jack Brabham auf Rang drei. Dahinter starteten Spence, Graham Hill und Bandini. Bester Fahrer mit einem Kundenfahrzeug wurde Bonnier auf Platz sieben. Die Cooper qualifizierten sich auf den Plätzen acht und zehn, Gurney startete dazwischen auf Rang neun. Durch die Begrenzung des Starterfeldes auf 20 Wagen qualifizierten sich Blokdyk, Lederle, Serrurier, Niemann und Pieterse nicht für den Grand Prix.

### Rennen
Clark gewann den Start und führte das Rennen vor seinem Teamkollegen Spence an. Beide Lotus-Fahrer bauten bereits in der ersten Runde einen Vorsprung auf die Konkurrenz auf und setzten sich von der Konkurrenz ab. Brabham folgte auf dem dritten Platz vor McLaren, Surtees und Hill. An der Spitze blieb die Reihenfolge in den folgenden Runden unverändert, dahinter überholte Surtees erst McLaren, danach Brabham. In den ersten Runden kamen Gurney und Anderson an die Box. Gurney hatte Probleme mit der Elektrik, die jedoch nicht behoben werden konnten. Er gab das Rennen sechs Umläufe später auf. Anderson ließ sich von seinen Mechanikern die Bremsen reparieren, jedoch ebenfalls ohne Besserung. Er setzte den Grand Prix auf dem letzten Platz fort, drehte sich mehrfach von der Strecke und wurde am Rennende trotz Zielankunft nicht klassifiziert, da die zurückgelegte Renndistanz zu gering war. Tingle kam an die Box mit einem zu geringen Öldruck, Bonnier steuerte zweimal die Box an aufgrund eines lockeren Tanks. Beide setzten das Rennen nach einer Reparatur fort.
Die Punkteplatzierungen blieben im weiteren Rennverlauf konstant, nur im Mittelfeld gab es bedingt durch Ausfälle Positionsveränderungen. Love schied in Runde 19 mit defekter Halbwelle aus, Rindt stellte seinen Cooper mit einem elektrischen Schaden in Runde 38 ab. Kurze Zeit später folgte Bonnier mit einer defekten Kupplung. Auch Bandini erreichte das Ziel nicht, da er aber 67 Runden zurückgelegt hatte, wurde er noch auf Platz 15 gewertet. Er lag vorher auf dem siebten Rang, den Stewart übernahm. Clark baute seinen Vorsprung vor Spence auf 13 Sekunden aus, Surtees lag weitere zwölf Sekunden hinter Spence auf Rang drei. Nachdem sich Spence aufgrund eines Fahrfehlers von der Strecke drehte verringerte sich dieser Abstand auf drei Sekunden und Surtees hielt diesen Abstand in den folgenden Runden konstant. Dahinter bekam Brabham diverse technische Probleme, da die Batterie seines Wagens leer war. An der Box wurde die Batterie getauscht, daraufhin setzte Brabham das Rennen fort. Hill übernahm Platz vier, Stewart lag das erste Mal in seiner Karriere in den Punkterängen. Maggs, Tingle, Gardner und Prophet kamen ebenfalls für diverse Reparaturen an die Box. Prophet hatte zuvor viel Öl auf der Strecke verloren, wodurch Spence sich erneut von der Strecke drehte. Sowohl Surtees, als auch Hill überholten ihn.
Die Positionen blieben bis auf wenige Verschiebungen am Ende des Feldes bis zur Zieldurchfahrt bestehen. Verwirrung gab es beim Abwinken, da dies eine Runde zu früh stattfand. Clark bekam von Lotus eine Boxentafel gezeigt, dass er noch eine Runde zu fahren hat, gleichzeitig aber wurde die Zielflagge geschwenkt. Er machte den Offiziellen durch Armbewegungen deutlich, dass sie falschlagen, und setzte das Rennen fort, ohne zu verlangsamen. Der Fehler fiel nun auf und nach einer kurzen Verständigung wurde keinem weiteren Fahrer die Zielflagge gezeigt, bevor Clark erneut an Start und Ziel vorbeikam und er zum zweiten Male, diesmal richtig als Sieger abgewunken wurde. Für Clark war es der dritte Sieg beim Großen Preis von Südafrika, ein weiterer folgte 1968. Neben der Pole-Position und dem Anführen jeder einzelnen Rennrunde fuhr Clark auch die schnellste Rennrunde, er erzielte seinen insgesamt sechsten Grand Slam. Er stellte damit einen neuen Rekord auf, den bis dahin Alberto Ascari mit fünf Grand Slams gehalten hatte. Clark baute den Rekord 1965 weiter aus und ist bis heute der Fahrer mit den meisten Grand Slams. Surtees wurde Zweiter vor Hill und Spence. Die weiteren Punkte gingen an McLaren und Stewart für die Plätze fünf und sechs. Für Stewart war es der erste Punkt in der Automobil-Weltmeisterschaft. Die ersten Zehn wurden von Siffert, Brabham, Hawkins und De Clerk komplettiert. In der Fahrerwertung führte Clark vor Surtees und Hill, in der Konstrukteurswertung lag Lotus vor Ferrari und B.R.M.

## Meldeliste
| Team                        | Nr. | Fahrer           | Chassis            | Motor                | Reifen |
| --------------------------- | --- | ---------------- | ------------------ | -------------------- | ------ |
| Scuderia Ferrari SpA SEFAC  | 01  | John Surtees     | Ferrari 158        | Ferrari 1.5 V8       | D      |
| Scuderia Ferrari SpA SEFAC  | 02  | Lorenzo Bandini  | Ferrari 1512       | Ferrari 1.5 B12      | D      |
| Owen Racing Organisation    | 03  | Graham Hill      | BRM P261           | BRM 1.5 V8           | D      |
| Owen Racing Organisation    | 04  | Jackie Stewart   | BRM P261           | BRM 1.5 V8           | D      |
| Team Lotus                  | 05  | Jim Clark        | Lotus 33           | Climax 1.5 V8        | D      |
| Team Lotus                  | 06  | Mike Spence      | Lotus 33           | Climax 1.5 V8        | D      |
| Brabham Racing Organisation | 07  | Jack Brabham     | Brabham BT11       | Climax 1.5 V8        | G      |
| Brabham Racing Organisation | 08  | Dan Gurney       | Brabham BT11       | Climax 1.5 V8        | G      |
| Cooper Car Company          | 09  | Bruce McLaren    | Cooper T77         | Climax 1.5 V8        | D      |
| Cooper Car Company          | 10  | Jochen Rindt     | Cooper T73         | Climax 1.5 V8        | D      |
| Rob Walker Racing Team      | 11  | Joakim Bonnier   | Brabham BT7        | Climax 1.5 V8        | D      |
| Rob Walker Racing Team      | 12  | Joseph Siffert   | Brabham BT11       | BRM 1.5 V8           | D      |
| DW Racing Enterprises       | 14  | Bob Anderson     | Brabham BT11       | Climax 1.5 V8        | D      |
| Reg Parnell Racing          | 15  | Tony Maggs       | Lotus 25           | BRM 1.5 V8           | D      |
| John Willment Automobiles   | 16  | Frank Gardner    | Brabham BT11       | BRM 1.5 V8           | D      |
| John Willment Automobiles   | 18  | Paul Hawkins     | Brabham BT10       | Ford-Cosworth 1.5 L4 | D      |
| John Love                   | 17  | John Love        | Cooper T55         | Climax 1.5 L4        | D      |
| David Prophet               | 19  | David Prophet    | Brabham BT10       | Ford-Cosworth 1.5 L4 | D      |
| Otelle Nucci                | 20  | Peter de Klerk   | Alfa Romeo Special | Alfa Romeo 1.5 L4    | D      |
| Otelle Nucci                | 21  | Doug Serrurier   | LDS Mk2            | Climax 1.5 L4        | D      |
| Lawson Organisation         | 22  | Ernie Pieterse   | Lotus 21           | Climax 1.5 L4        | D      |
| Scuderia Scribante          | 23  | Neville Lederle  | Lotus 21           | Climax 1.5 L4        | D      |
| Clive Puzey                 | 24  | Clive Puzey      | Lotus 18           | Climax 1.5 L4        | D      |
| Sam Tingle                  | 25  | Sam Tingle       | LDS Mk1            | Alfa Romeo 1.5 L4    | D      |
| Trevor Blokdijk             | 28  | Trevor Blokdyk   | Cooper T59         | Ford-Cosworth 1.5 L4 | D      |
| Jackie Pretorius            | 29  | Jackie Pretorius | LDS Mk1            | Alfa Romeo 1.5 L4    | D      |
| Ecurie Tomahawk             | 32  | Dave Charlton    | Lotus 20           | Ford-Cosworth 1.5 L4 | D      |

## Klassifikationen

### Startaufstellung
| Pos. | Fahrer           | Konstrukteur   | Zeit       | Ø-Geschwindigkeit | Start |
| ---- | ---------------- | -------------- | ---------- | ----------------- | ----- |
| 01   | Jim Clark        | Lotus-Climax   | 1:27,2     | 161,83 km/h       | 01    |
| 02   | John Surtees     | Ferrari        | 1:28,1     | 160,18 km/h       | 02    |
| 03   | Jack Brabham     | Brabham-Climax | 1:28,3     | 159,82 km/h       | 03    |
| 04   | Mike Spence      | Lotus-Climax   | 1:28,3     | 159,82 km/h       | 04    |
| 05   | Graham Hill      | B.R.M.         | 1:28,6     | 159,28 km/h       | 05    |
| 06   | Lorenzo Bandini  | Ferrari        | 1:29,3     | 158,03 km/h       | 06    |
| 07   | Joakim Bonnier   | Brabham-Climax | 1:29,3     | 158,03 km/h       | 07    |
| 08   | Bruce McLaren    | Cooper-Climax  | 1:29,4     | 157,85 km/h       | 08    |
| 09   | Dan Gurney       | Brabham-Climax | 1:29,5     | 157,68 km/h       | 09    |
| 10   | Jochen Rindt     | Cooper-Climax  | 1:30,4     | 156,11 km/h       | 10    |
| 11   | Jackie Stewart   | B.R.M.         | 1:30,5     | 155,93 km/h       | 11    |
| 12   | Bob Anderson     | Brabham-Climax | 1:31,0     | 155,08 km/h       | 12    |
| 13   | Tony Maggs       | Lotus-B.R.M.   | 1:31,3     | 154,57 km/h       | 13    |
| 14   | Joseph Siffert   | Brabham-B.R.M. | 1:31,8     | 153,73 km/h       | 14    |
| 15   | Frank Gardner    | Brabham-B.R.M. | 1:32,3     | 152,89 km/h       | 15    |
| 16   | Paul Hawkins     | Brabham-Ford   | 1:33,1     | 151,6 km/h        | 16    |
| 17   | Peter de Klerk   | Alfa Romeo     | 1:33,3     | 151,25 km/h       | 17    |
| 18   | John Love        | Cooper-Climax  | 1:33,8     | 150,45 km/h       | 18    |
| 19   | David Prophet    | Brabham-Ford   | 1:33,9     | 150,29 km/h       | 19    |
| 20   | Sam Tingle       | LDS-Alfa Romeo | 1:34,6     | 149,18 km/h       | 20    |
| DNQ  | Trevor Blokdyk   | Cooper-Ford    | 1:35,2     | 148,24 km/h       | –     |
| DNQ  | Neville Lederle  | Lotus-Climax   | 1:35,2     | 148,24 km/h       | –     |
| DNQ  | Doug Serrurier   | LDS-Climax     | 1:35,7     | 147,46 km/h       | –     |
| DNQ  | Brausch Niemann  | Lotus-Ford     | 1:36,2     | 146,69 km/h       | –     |
| DNQ  | Ernie Pieterse   | Lotus-Climax   | 1:37,9     | 144,15 km/h       | –     |
| DNPQ | Dave Charlton    | Lotus-Ford     | keine Zeit | –                 | –     |
| DNPQ | Jackie Pretorius | LDS-Alfa Romeo | keine Zeit | –                 | –     |
| DNPQ | Clive Puzey      | Lotus-Climax   | keine Zeit | –                 | –     |

### Rennen
| Pos. | Fahrer          | Konstrukteur   | Runden | Stopps | Zeit        | Start | Schnellste Runde |
| ---- | --------------- | -------------- | ------ | ------ | ----------- | ----- | ---------------- |
| 01   | Jim Clark       | Lotus-Climax   | 85     | 0      | 2:06:46,0   | 01    | 1:27,6 (80.)     |
| 02   | John Surtees    | Ferrari        | 85     | 0      | + 29,0      | 02    |                  |
| 03   | Graham Hill     | B.R.M.         | 85     | 0      | + 31,8      | 05    |                  |
| 04   | Mike Spence     | Lotus-Climax   | 85     | 0      | + 54,4      | 04    |                  |
| 05   | Bruce McLaren   | Cooper-Climax  | 84     | 0      | + 1 Runde   | 08    |                  |
| 06   | Jackie Stewart  | B.R.M.         | 83     | 0      | + 2 Runden  | 11    |                  |
| 07   | Joseph Siffert  | Brabham-B.R.M. | 83     | 0      | + 2 Runden  | 14    |                  |
| 08   | Jack Brabham    | Brabham-Climax | 81     | 1      | + 4 Runden  | 03    |                  |
| 09   | Paul Hawkins    | Brabham-Ford   | 81     | 0      | + 4 Runden  | 16    |                  |
| 10   | Peter de Klerk  | Alfa Romeo     | 79     | 0      | + 6 Runden  | 17    |                  |
| 11   | Tony Maggs      | Lotus-B.R.M.   | 77     | 1      | + 8 Runden  | 13    |                  |
| 12   | Frank Gardner   | Brabham-B.R.M. | 75     | 1      | + 10 Runden | 15    |                  |
| 13   | Sam Tingle      | LDS-Alfa Romeo | 72     | 2      | + 13 Runden | 20    |                  |
| 14   | David Prophet   | Brabham-Ford   | 71     | 0      | + 14 Runden | 19    |                  |
| 15   | Lorenzo Bandini | Ferrari        | 67     | 1      | + 18 Runden | 06    |                  |
| –    | Bob Anderson    | Brabham-Climax | 50     | 3      | + 35 Runden | 12    |                  |
| –    | Joakim Bonnier  | Brabham-Climax | 41     | 3      | DNF         | 07    |                  |
| –    | Jochen Rindt    | Cooper-Climax  | 38     | 1      | DNF         | 10    |                  |
| –    | John Love       | Cooper-Climax  | 19     | 0      | DNF         | 18    |                  |
| –    | Dan Gurney      | Brabham-Climax | 10     | 1      | DNF         | 09    |                  |

## WM-Stände nach dem Rennen
Die ersten sechs des Rennens bekamen 9, 6, 4, 3, 2, 1 Punkte. Es zählten nur die sechs besten Ergebnisse aus zehn Rennen. In der Konstrukteurswertung zählten dabei nur die Punkte des bestplatzierten Fahrers eines Teams.

### Fahrerwertung
| Pos. | Fahrer         | Konstrukteur   | Punkte |
| ---- | -------------- | -------------- | ------ |
| 01   | Jim Clark      | Lotus-Climax   | 9      |
| 02   | John Surtees   | Ferrari        | 6      |
| 03   | Graham Hill    | B.R.M.         | 4      |
| 04   | Mike Spence    | Lotus-Climax   | 3      |
| 05   | Bruce McLaren  | Cooper-Climax  | 2      |
| 06   | Jackie Stewart | B.R.M.         | 1      |
| 07   | Joseph Siffert | Brabham-B.R.M. | 0      |
| 08   | Jack Brabham   | Brabham-Climax | 0      |
| 09   | Paul Hawkins   | Brabham-Ford   | 0      |
| 10   | Peter de Klerk | Alfa Romeo     | 0      |

| Pos. | Fahrer          | Konstrukteur   | Punkte |
| ---- | --------------- | -------------- | ------ |
| 11   | Tony Maggs      | Lotus-B.R.M.   | 0      |
| 12   | Frank Gardner   | Brabham-B.R.M. | 0      |
| 13   | Sam Tingle      | LDS-Alfa Romeo | 0      |
| 14   | David Prophet   | Brabham-Ford   | 0      |
| 15   | Lorenzo Bandini | Ferrari        | 0      |
| –    | Bob Anderson    | Brabham-Climax | 0      |
| –    | Joakim Bonnier  | Brabham-Climax | 0      |
| –    | Jochen Rindt    | Cooper-Climax  | 0      |
| –    | John Love       | Cooper-Climax  | 0      |
| –    | Dan Gurney      | Brabham-Climax | 0      |

### Konstrukteurswertung
| Pos. | Konstrukteur   | Punkte |
| ---- | -------------- | ------ |
| 01   | Lotus-Climax   | 9      |
| 03   | Ferrari        | 6      |
| 02   | B.R.M.         | 4      |
| 04   | Cooper-Climax  | 2      |
| 05   | Brabham-B.R.M. | 0      |

| Pos. | Konstrukteur   | Punkte |
| ---- | -------------- | ------ |
| 06   | Brabham-Climax | 0      |
| 07   | Brabham-Ford   | 0      |
| 08   | Alfa Romeo     | 0      |
| 09   | Lotus-B.R.M.   | 0      |
| 10   | LDS-Alfa Romeo | 0      |